# Guillermo Carmona
Guillermo Ramón Carmona (Guaymallén, Provincia de Mendoza, Argentina, 28 de junio de 1967) es un abogado y político argentino . Fue diputado nacional por la provincia de Mendoza e integraba el bloque del Frente para la Victoria. Presidía el Partido Justicialista de Mendoza.

## Biografía
Guillermo Carmona egresó como abogado de la Universidad de Buenos Aires en 1995, habiéndose especializado en Derecho Público. Ha realizado posgrados en Ciencias Sociales (2000) y en Economía Política (2002) en la Facultad Latinoamericana de Ciencias Sociales (FLACSO - Argentina). Además realizó el curso de posgrado “UNASUR en el Proceso de Integración Regional Suramericana” (2012) en el Instituto de Altos Estudios Nacionales de la República del Ecuador (IAEN).
Ha ejercido diversos cargos electivos: Concejal en el Departamento de Maipú, Provincia de Mendoza entre 1998 y 2002; Diputado Provincial en la Provincia de Mendoza entre 2003 y 2007 ocupando la Vicepresidencia de la Cámara entre 2005 y 2007 y la representación legislativa en el Consejo de la Magistratura de la Provincia de Mendoza.
Fue Secretario de Medio Ambiente de la Provincia de Mendoza entre diciembre de 2007 y abril de 2011 e integró el Consejo Federal de Medio Ambiente de la República Argentina (COFEMA) en representación de la Provincia de Mendoza.
Desde diciembre de 2011, fue elegido Diputado Nacional para el mandato 2011-2015 por el distrito electoral Provincia de Mendoza con un 46,66 % de los votos y tuvo la responsabilidad de encabezar la lista de Diputados Nacionales del Frente para la Victoria, siendo reelegido en 2015 con mandato hasta 2019.
Carmona integró el Bloque legislativo del Frente para la Victoria-Partido Justicialista. Y fue vicepresidente de la Comisión de Relaciones Exteriores y Culto de la Cámara de Diputados de la Nación, e integró además las Comisiones de Agricultura, de Recursos Naturales y Conservación del Ambiente Humano, de Vivienda y Ordenamiento Urbano, y Seguridad Interior. También integró las Comisiones de Comercio y de Comunicaciones e Informática.
En septiembre de 2021 fue designado Secretario de Malvinas, Antártida y Atlántico Sur del Ministerio de Relaciones Exteriores, Comercio Internacional y Culto.